# Sebastian Massabie
Sebastian Massabie, né le 12 décembre 2004 à Surrey (Colombie-Britannique), est un nageur paralympique canadien. Il est atteint de paralysie cérébrale, ce qui l'handicape du côté gauche.

## Carrière sportive
En 2024, il bat six records canadiens et un record du monde durant les essais de natation pour les Jeux paralympiques. À l'âge de 19 ans, Sebastian Massabie, participe aux Jeux paralympiques et décroche la médaille d'or chez les hommes au 50 m nage libre S4.